# Saint-Martin-de-Varreville
Saint-Martin-de-Varreville település Franciaországban, Manche megyében. Lakosainak száma 170 fő (2022. január 1.). Saint-Martin-de-Varreville Audouville-la-Hubert, Saint-Germain-de-Varreville, Turqueville és Sainte-Mère-Église községekkel határos.

## Népesség
A település népessége az elmúlt években az alábbi módon változott:
| Lakosok száma | 229  | 178  | 169  | 196  | 198  | 195  | 181  | 172  | 170  | 170  |
|               | 1968 | 1982 | 1990 | 2006 | 2013 | 2015 | 2017 | 2019 | 2020 | 2022 |